# Pepparkaksgubbe

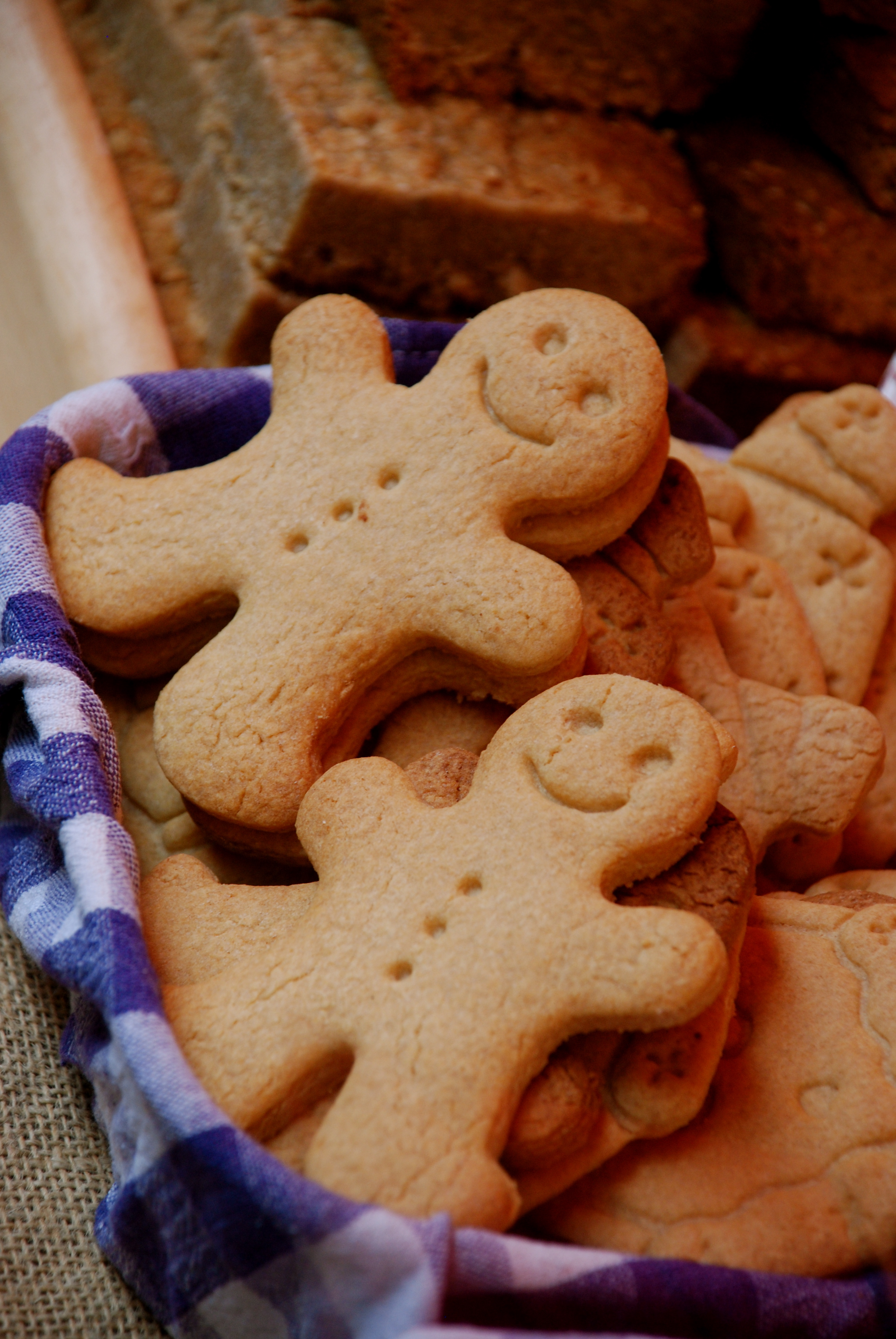
Pepparkaksgubbe

Pepparkaksgubbe kallas en pepparkaka som är skapad i en pepparkaksform formad som en gubbe. Om degen i stället formas till en gumma, kallas den följaktligen pepparkaksgumma.
Pepparkaksfigurerna kan pyntas med glasyr, korinter med mera, och äts oftast vid lucia eller jul.
Det är vanligt att barn klär ut sig till pepparkaksgubbar i Luciatåg. Pepparkaksgubbar förekommer även i sånger och sagor, exempelvis sången Tre pepparkaksgubbar och filmen Shrek med uppföljare.

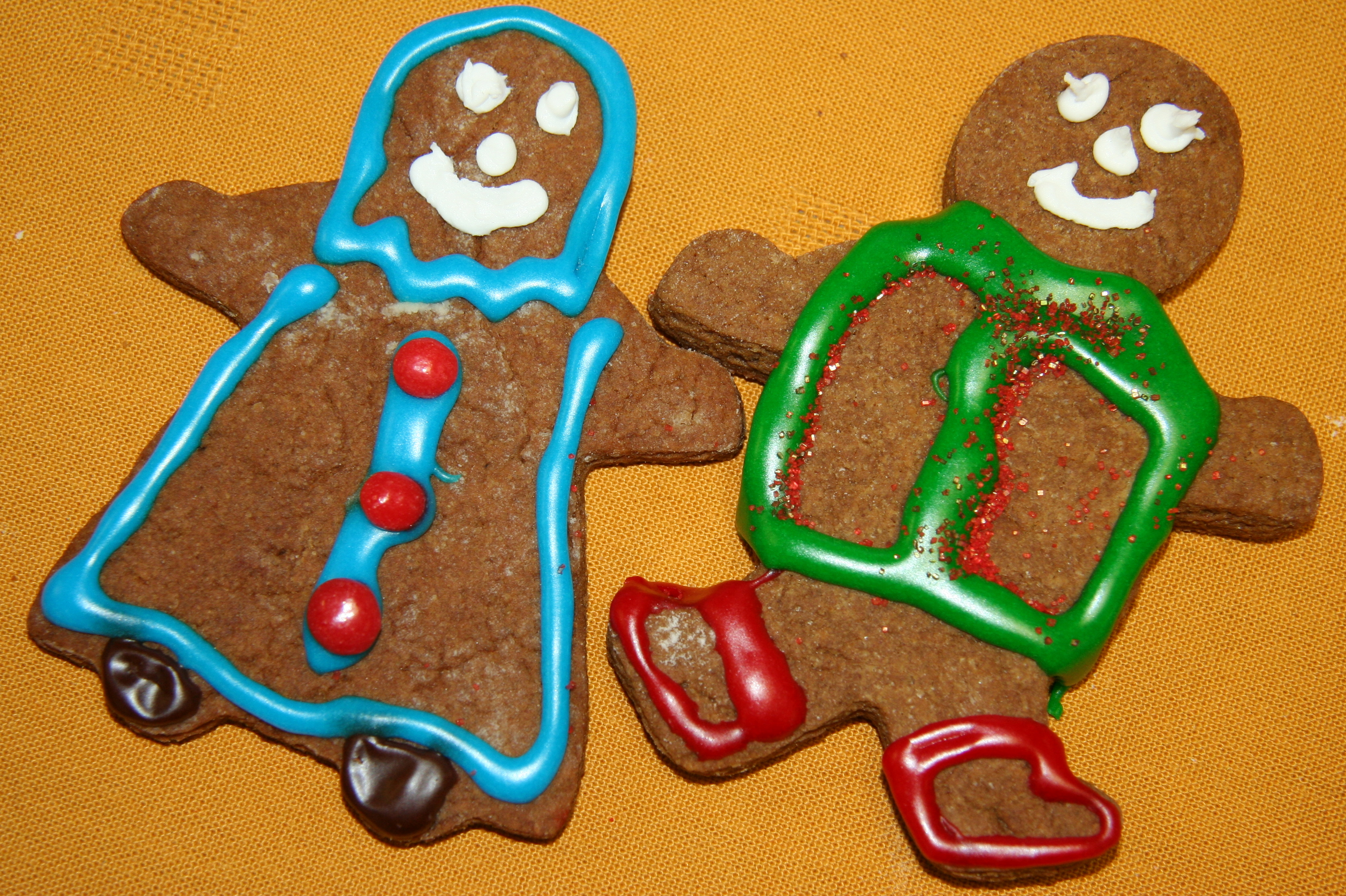
Pepparkaksgumma och pepparkaksgubbe

Under 2010-talet har man i Sverige i juletider ibland debatterat om ifall pepparkaksgubbar och pepparkaksgummor symboliserar en rasistisk och nedlåtande syn på mörkhyade människor.

### Fotnoter
1. ↑  Azar Akbarian (11 december 2012). ”Pepparkaksdebatten fortsätter”. Sveriges Radio. https://sverigesradio.se/sida/artikel.aspx?programid=1646&artikel=5377250. Läst 27 januari 2020.